# Havelbergs domkyrka
Havelbergs domkyrka, Sankta Mariakyrkan, är en kyrkobyggnad och tidigare domkyrka i staden Havelberg i förbundslandet Sachsen-Anhalt i mellersta Tyskland. Tillsammans med Brandenburgs domkyrka och Fürstenwaldes domkyrka är den en av tre medeltida domkyrkor i det historiska markgrevskapet Brandenburg. Efter reformationen avvecklades Havelbergs stift och idag har kyrkan en evangelisk församling.

## Historia
Det katolska biskopsdömet Havelberg grundades av kung Otto I av Tyskland omkring år 948, som ett led i den tyska Ostsiedlungepokens kolonisation och kristna mission i markgrevskapet Brandenburg, vars territorium dessförinnan styrdes av västslaviska furstar. Tillsammans med Brandenburg an der Havels biskopsdöme utgjorde Havelberg ett av de första tyska biskopsdömena öster om floden Elbe. Den första domkyrkan tros ha legat i den borganläggning som Otto I lät uppföra på Bischofsberg vid floden Havel, men inga arkeologiska spår har hittills hittats av den första kyrkan.
Den nuvarande kyrkobyggnaden och Premonstratensordens kloster uppfördes i mitten av 1100-talet som nytt säte för biskoparna av Havelberg. 1271 flyttades biskoparnas privata residens till Wittstocks biskopsborg, medan domkyrkan förblev i Havelberg.
Premonstratensordens ordensregel avskaffades 1507 och 1561 infördes den lutherska reformationen i Havelberg. Havelbergs biskopsdöme upplöstes formellt 1571, då det avskaffades genom biskopsdömets sekularisering efter reformationen, och 1819 upplöstes även domkapitlet under den preussiska sekulariseringen. 1904 öppnades Prignitzmuseet i klosterbyggnaden. Kyrkan är idag en av två kyrkor för S:ta Maria och S:t Laurentius-församlingen i Havelberg, som tillhör Tysklands evangeliska kyrka, och byggnaden förvaltas sedan 1996 av Sachsen-Anhalts domkyrkostiftelse.

## Byggnadshistoria

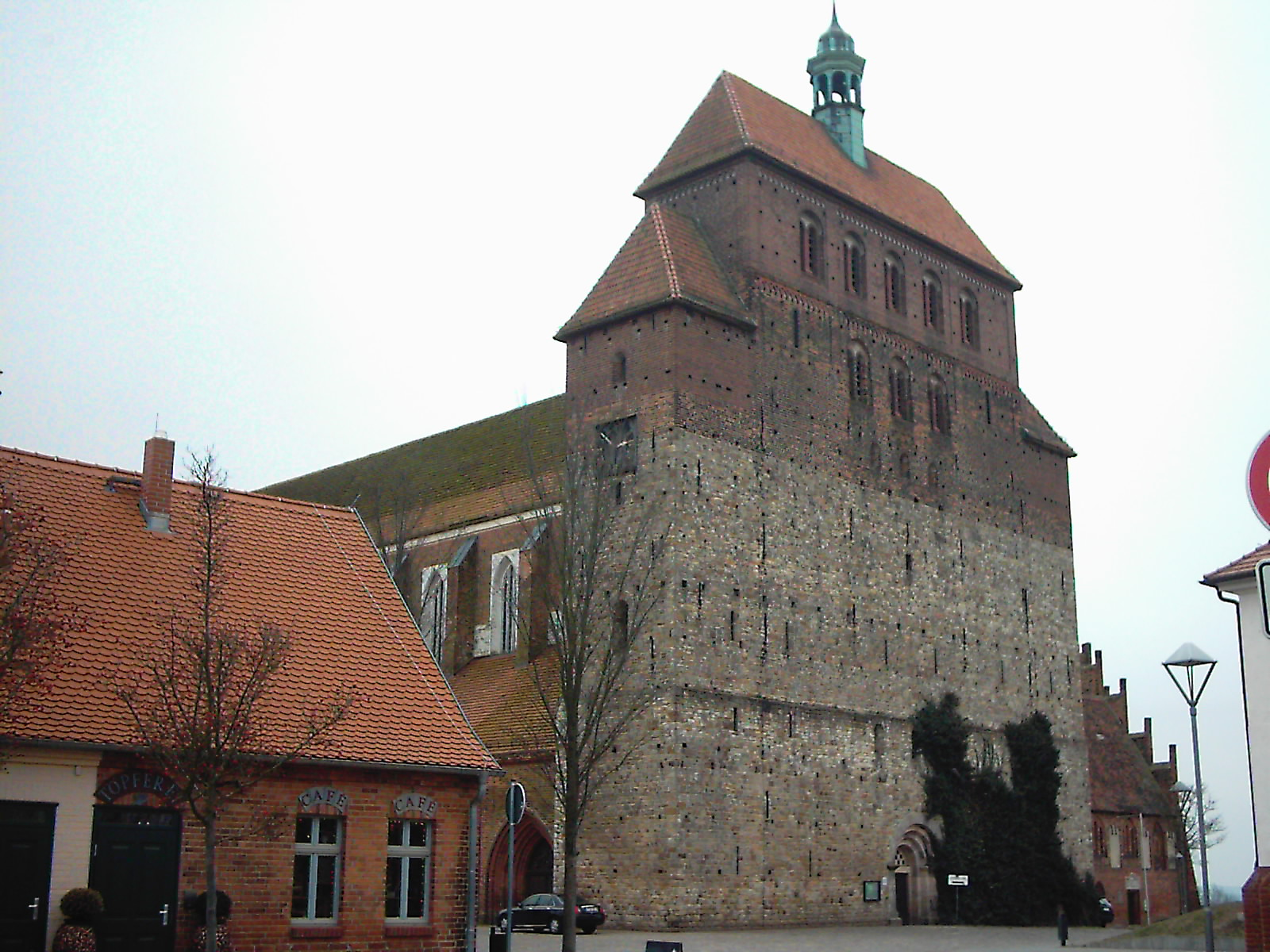
Vy mot västgaveln.

Havelbergs domkyrka är ett av de mest stilrena exemplen i Tyskland på en så kallad sachsisk västgavel, som här är helt outsmyckad och utgör ett massivt block i avsaknad av fönster. Västgaveln mäter 30,2 x 6,1 m till markytan och är 31 meter hög. Den undre delen är murad i natursten. Konstruktionen av den romanska domkyrkan tros ha påbörjats omkrng 1150 med gråvackasten som byggnadsmaterial, från ett stenbrott i Plötzky nära Schönebeck. Ursprungligen hade västgaveln en tinnkrans på omkring 22 meters höjd, vilket har föranlett spekulation om att kyrkan använts som försvarskyrka, och på 1800-talet tolkades murspringorna som använts som ljusinsläpp som skottgluggar. Teorin om att kyrkan skulle ha använts som försvarskyrka motsägs dock av att gaveln redan från början hade breda entréöppningar i marknivå.
Kyrkan invigdes 16 augusti 1170. Efter en brand genomgick kyrkans kor och andra delar mellan 1279 och 1330 en större ombyggnad i gotisk stil. Sedan dess består långhuset och västgavelns fasader av en kombination av natursten i den romanska undre delen och en påbyggnad av tegel från den gotiska epoken, delvis blandade. Kyrkan restaurerades på bekostnad av den preussiska staten 1840-1841, då kyrkan försågs med en västportal i nygotik och försågs med stuckgesims invändigt. Mellan 1907 och 1909 reparerades grunden och valven. Västgaveln fick en ytterligare femarkadig nyromansk klocktornsvåning med ny takryttare, och den nygotiska västportalen från 1800-talet ersattes med en ny i romansk stil.

### Inredning

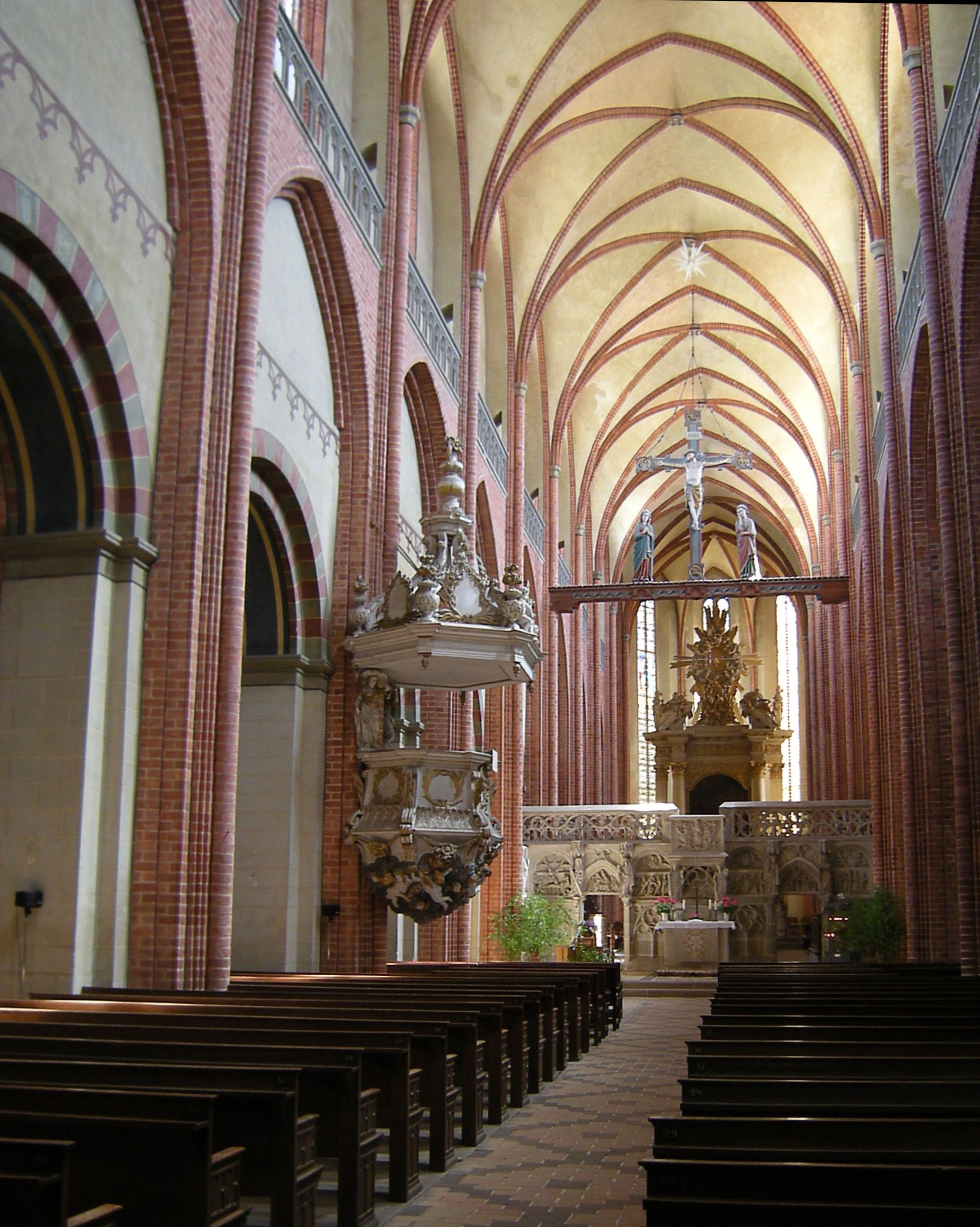
Interiör från långhuset.

Kyrkans inre är utsmyckat med grisaillemålade fönster, triumfkrucifixgruppen, tre sandstenskandelabrar och en korstol i ek från omkring år 1300. I lektoriet och korskrankens sidor finns 20 reliefer och 14 skulpturer av sandsten som tillsammans med de målade fönstren framställer scener ur Jesu liv och tillkom i början 1400-talet. Två fönster med historiserande vapen tillverkades i början av 1900-talet av Alexander och Otto Linnemann från Frankfurt am Main.
Predikstolen från 1693 och högaltaret från 1700 är i tidstypisk barockstil. Barockorgeln från 1777 tillverkades av Gottlieb Scholtze.